# Lütjenburg
Lütjenburg (pol. hist. Lutynia) – miasto w Niemczech w kraju związkowym Szlezwik-Holsztyn, w powiecie Plön, siedziba urzędu Lütjenburg.

## Współpraca międzynarodowa
- Bain-de-Bretagne, Francja
- Rakvere, Estonia
- Sternberg, Meklemburgia-Pomorze Przednie
- Ульяново (Uljanowo), Rosja